# Agdestis clematidea
Agdestis clematidea är en kermesbärsväxtart som beskrevs av José Mariano Mociño, Sessé och Dc. Agdestis clematidea ingår i släktet Agdestis och familjen kermesbärsväxter. Inga underarter finns listade i Catalogue of Life.